# محمد العتیبی
محمد العتيبى (انگلیسی: Mohammed Al-Otaibi؛ زادهٔ ۱۱ مهٔ ۱۹۹۳) یک ورزشکار اهل عربستان سعودی است.
از باشگاه‌هایی که در آن بازی کرده‌است می‌توان به باشگاه فوتبال الوحده عربستان سعودی اشاره کرد.